# Agrostis inaequiglumis
Agrostis inaequiglumis é uma espécie de gramínea do gênero Agrostis, pertencente à família Poaceae.